# A spasso con Bob (romanzo)
A spasso con Bob (in inglese A Street Cat Named Bob) è un romanzo autobiografico di James Bowen. Il libro ha avuto un seguito, Il mondo secondo Bob.

## Trama
James Bowen è un giovane inglese con problemi di tossicodipendenza. Un giorno davanti all'entrata della propria casa incontra un gatto randagio. Il ragazzo deciderà di adottare il felino dandogli il nome di Bob da Killer BOB un personaggio de I segreti di Twin Peaks. I due incominceranno a convivere aiutandosi l'un l'altro.

## Trasposizione cinematografica
Dal romanzo è stato tratto il film omonimo A spasso con Bob, uscito nel 2016.

## Edizioni
- James Bowen, A spasso con Bob, traduzione di Maria Teresa Badalucco, Sperling & Kupfer, 2012.